# 佩魯尼卡冰川

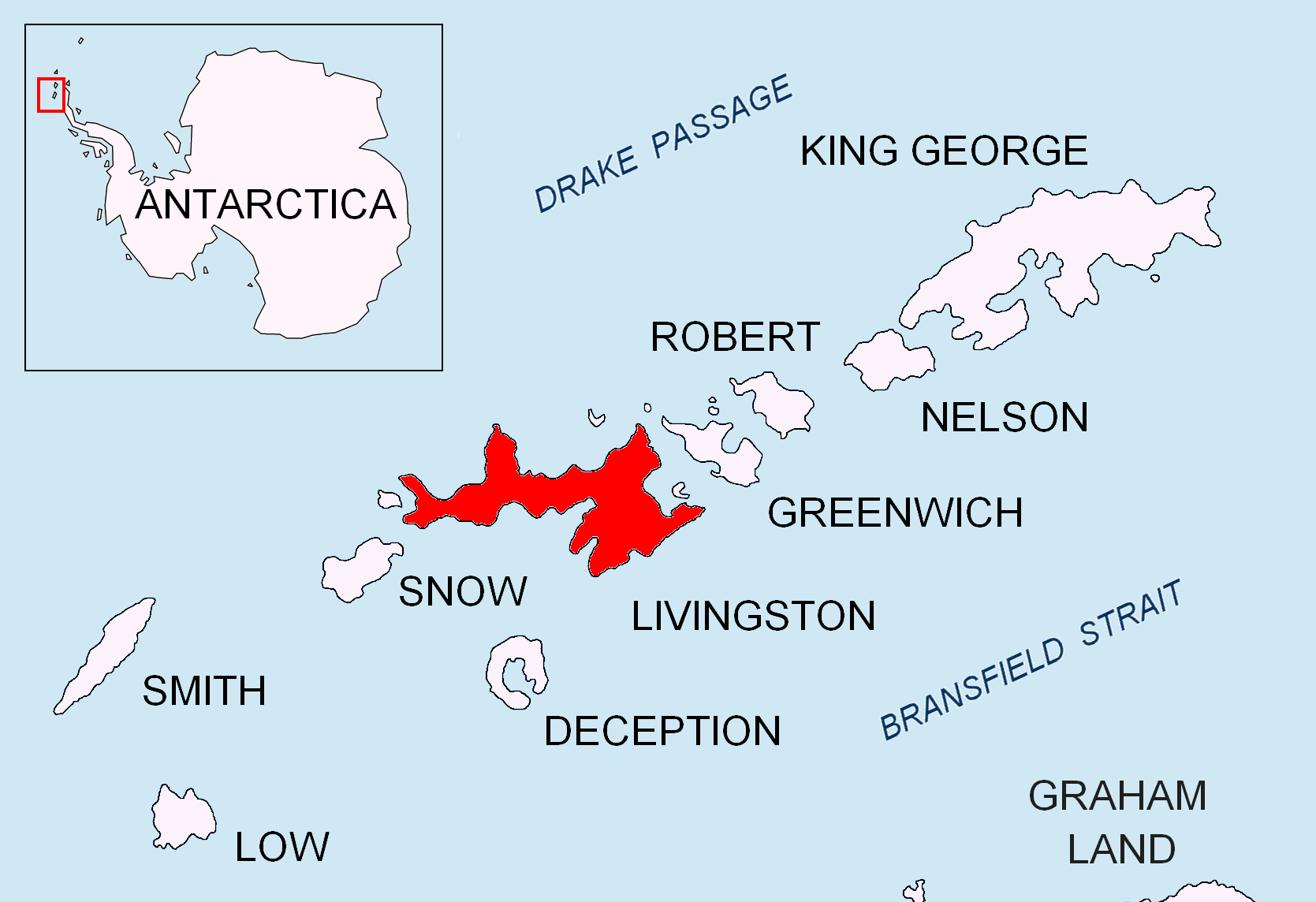

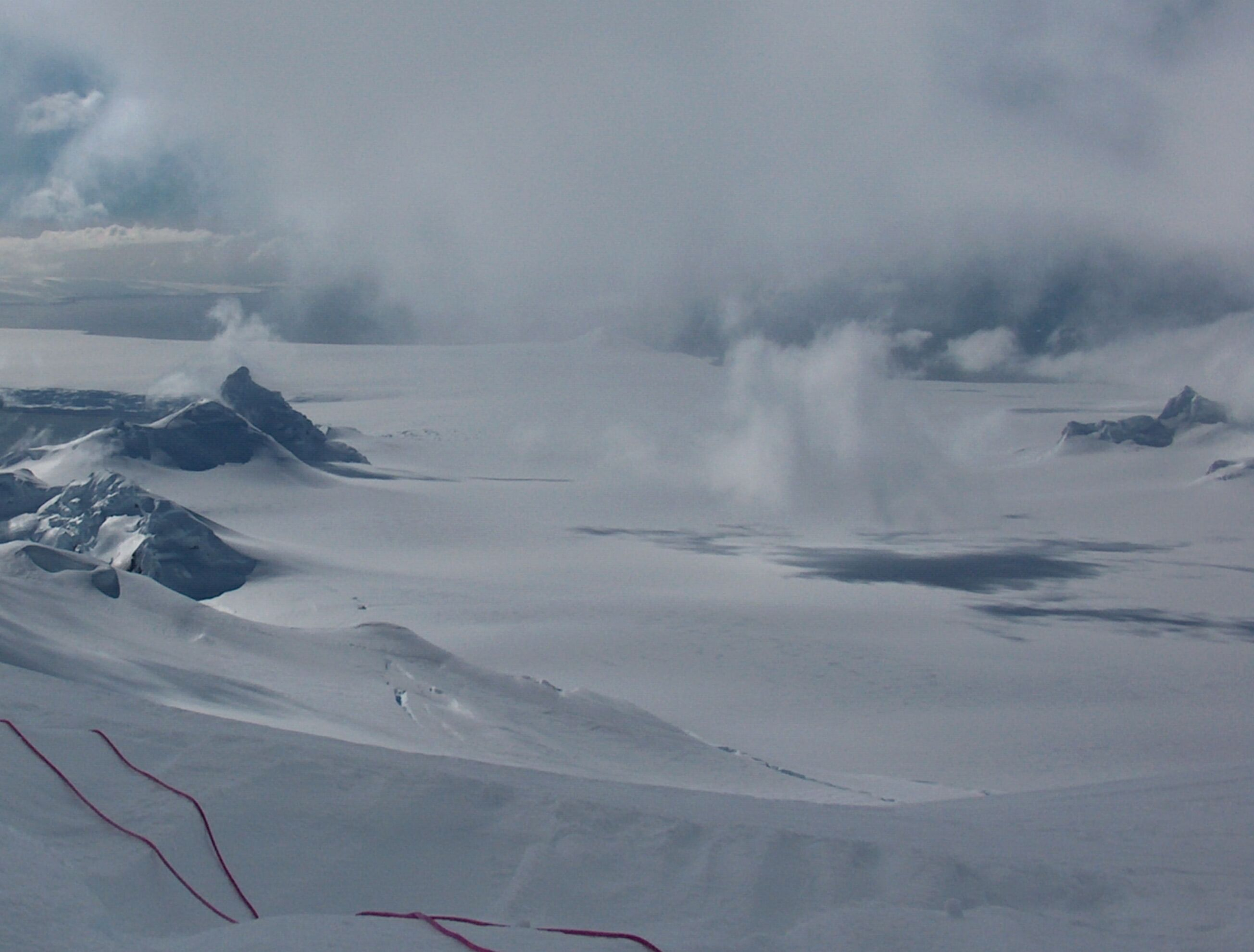

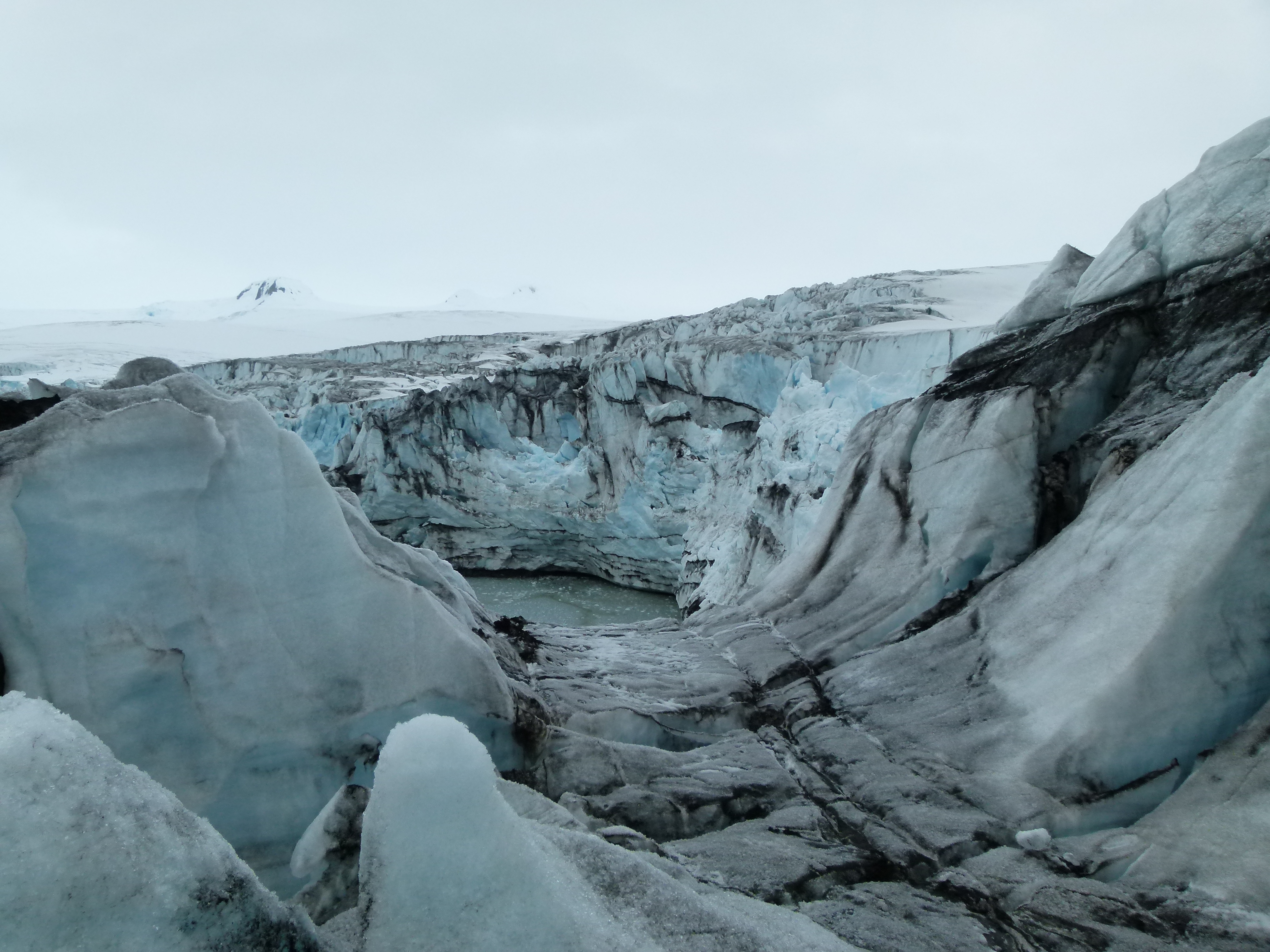

佩魯尼卡冰川是南極洲的冰川，位於南設得蘭群島的利文斯頓島東部，長8公里、寬3公里，該冰川以保加利亞南部的鄉村命名。

## 外部連結
- SCAR Composite Antarctic Gazetteer（页面存档备份，存于）